# Glosse emilianensi
Indichiamo con Glosse Emilianensi (da non confondere con la Nota Emilianense) un insieme di annotazioni esplicative, 145 nell'edizione di Menéndez Pidal (1950), apposte da una sola mano e contenenti volgarismi in misura variabile, che si leggono nel ms. 60 del fondo San Millán della Biblioteca della Real Academia de la Historia di Madrid. Si tratta di un codice alto medioevale proveniente dal monastero di San Millán de la Cogolla, nella Rioja, che conserva testi latini di carattere religioso.

## Le Glosse
La frase più lunga di tutto il codice, a pagina 72, è di 12 righe e recita:
Con o aiutorio de nuestro

dueno Christo, dueno

salbatore, qual dueno

get ena honore et qual

duenno tienete la

mandatione con o

patre con o spiritu sancto

en os sieculos de lo siecu

los. Facanos Deus Omnipotes

tal serbitio fere ke

denante ela sua face

gaudioso segamus. Amen.

## Fonetica
- Presenza del dittongamento spontaneo:
  - nuestro < NOSTRUM
  - dueno, duenno < DŎMINUM
  - sieculos < SAECULOS
  - tienet < TĔNET

- Palatalizzazione:
  - (forse) get /jet/ < EST, cfr. segamus /sejamus/
  - (forse) "dueno" "duenno" da leggersi ['dweño]

- Riduzione di vocali in iato:
  - face < FACIEM, <c> per /ts/, cfr. facanos
  - mandatjone < *MANDATIONEM
  - serbitjio < SERVITIUM

- Conservazione della -s finale nel plurale:
  - sieculos < SAECULOS

## Galleria d'immagini

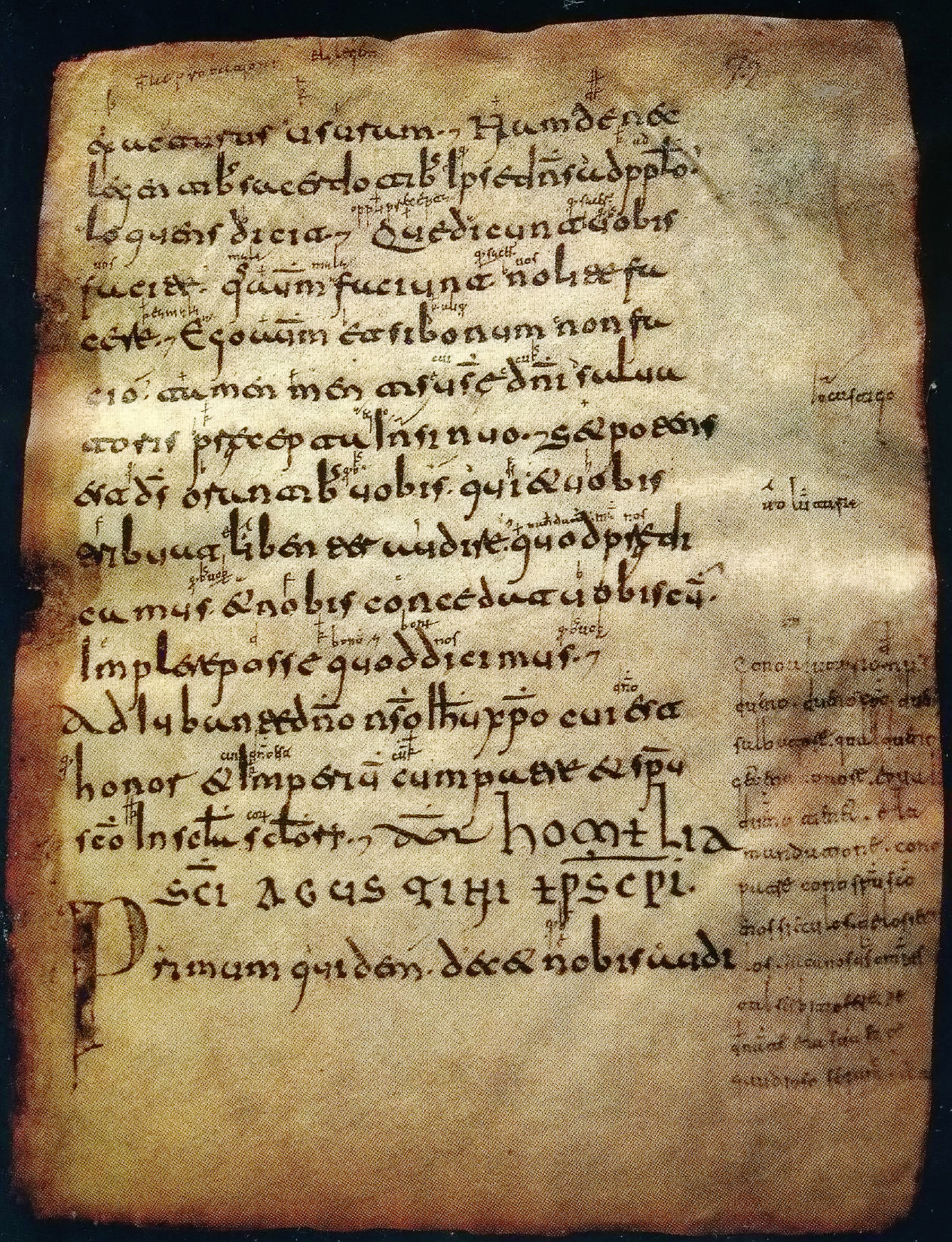
Pagina 72 del codice

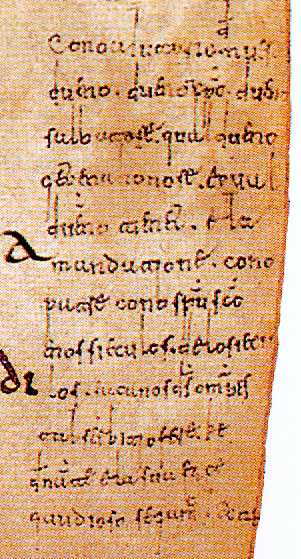
Le glosse

## Morfosintassi
- Articolo determinativo:
  - ela < ILLAM

- Preposizioni articolate:
  - ena (en la) < IN ILLAM
  - enos (en los) < IN ILLOS